# Красимир Дачев
Красимир Банчев Дачев е предприемач, юрист.

## Биография
Красимир Дачев е роден на 22 февруари 1950 година в Свищов. През 1974 година завършва висшето си юридическо образование в Софийския държавен университет. През 1985 година специализира „Американско право и правни институции“ в Залцбург, Австрия.
Професионалната му кариера стартира през 1977 г. В периода от 1990 до 1997 г. Дачев е шеф „Корпоративни финанси“ в „Международна банка за търговия и развитие“ и консултант на: „Нестле“ – Швейцария, „Американ Експрес“ – САЩ, „Америкън Игъл Корпорейшън“ – САЩ, „СРС“ – САЩ. През ноември 2004 г. става зам.-председател на Българската търговско промишлена палата. Като представител на БТПП участва в комисии и работни групи към Министерството на финансите и Министерството на икономиката на България.
На 25 май 2005 г. с Решение № 448, Протокол № 36 на Общински съвет – Свищов е удостоен със званието „Почетен гражданин на град Свищов“.
Красимир Дачев е бивш съпруг на проф. по вътрешна архитектура и дизайн Мая Наничкова – Озтюрк и на оперната певица Христина Ангелакова.
На 14 декември 2021 г. Красимир Дачев е награден от президента Румен Радев с орден „Стара планина“ без лента – първа степен „за изключителен принос и заслуги към икономическото развитие на страната“.